# Ben Platt
Ben Platt, född Benjamin Schiff Platt den 24 september 1993 i Los Angeles, Kalifornien, är en amerikansk skådespelare och sångare.  
Han är mest känd sin roll som titelrollen i Broadwaymusikalen Dear Evan Hansen, en tonåring som lider av svår social fobi och depression. Platt har fått mycket beröm för sin roll och vann Tony award-priset för Bästa prestation för en manlig huvudroll i musikal 2017.  Platt medverkar även i Netflix-serien The Politician och i filmerna Pitch Perfect och Pitch Perfect 2.

## Filmografi (urval)
Film
- 2006 – Red Riding Hood
- 2012 – Pitch Perfect
- 2015 – Pitch Perfect 2
- 2015 – Ricki and the Flash
- 2016 – Billy Lynn's Long Halftime Walk
- 2017 – The Female Brain

- 2021 - Dear Evan Hansen

Television
- 2017 – Will & Grace (TV-serie) (1 avsnitt)
- 2019 – The Politician (TV-serie)